# 刘诏墓
刘诏墓，位于中华人民共和国山西省朔州市平鲁区下水头乡东昌峪村北，已列为山西省文物保护单位。

## 保护
2021年8月4日，刘诏墓由山西省人民政府公布为第六批山西省文物保护单位，编号6-34。